# Luciano Castellini
Luciano Castellini (født 12. december 1945 i Milano, Italien) er en italiensk tidligere fodboldspiller (målmand) og -træner.
Castellini tilbragte hele sin karriere i hjemlandet, hvor han spillede mere end 200 Serie A-kampe for både Torino og Napoli. Han vandt både det italienske mesterskab og pokalturneringen Coppa Italia med Torino. Han spillede en enkelt kamp for Italiens landshold, en venskabskamp mod Belgien 26. januar 1977. Derudover var han med i italienernes trup til VM 1974 i Vesttyskland, uden at komme på banen i turneringen.

## Titler
Serie A
- 1976 med Torino

Coppa Italia
- 1971 med Torino